# Віллоу (Оклахома)
Віллоу (англ. Willow) — місто (англ. town) в США, в окрузі Грір штату Оклахома. Населення — 119 осіб (2020).

## Географія
Віллоу розташований за координатами 35°3′5″ пн. ш. 99°30′36″ зх. д. / 35.05139° пн. ш. 99.51000° зх. д. (35.051440, -99.509979).  За даними Бюро перепису населення США в 2010 році місто мало площу 0,70 км², уся площа — суходіл.

## Демографія
Згідно з переписом 2010 року, у місті мешкало 149 осіб у 65 домогосподарствах у складі 45 родин. Густота населення становила 214 особи/км².  Було 84 помешкання (121/км²).
Расовий склад населення:
| - 84,6 % — білих - 1,3 % — корінних американців - 10,1 % — осіб інших рас |

До двох чи більше рас належало 4,0 %. Частка іспаномовних становила 15,4 % від усіх жителів.
За віковим діапазоном населення розподілялося таким чином: 19,5 % — особи молодші 18 років, 57,0 % — особи у віці 18—64 років, 23,5 % — особи у віці 65 років та старші. Медіана віку мешканця становила 41,8 року. На 100 осіб жіночої статі у місті припадало 112,9 чоловіків;  на 100 жінок у віці від 18 років та старших — 106,9 чоловіків також старших 18 років.
Середній дохід на одне домашнє господарство  становив 47 074 долари США (медіана — 33 750), а середній дохід на одну сім'ю — 59 288 доларів (медіана — 48 750). За межею бідності перебувало 9,4 % осіб, у тому числі 0,0 % дітей у віці до 18 років та 17,6 % осіб у віці 65 років та старших.
Цивільне працевлаштоване населення становило 59 осіб. Основні галузі зайнятості: сільське господарство, лісництво, риболовля — 30,5 %, освіта, охорона здоров'я та соціальна допомога — 27,1 %, транспорт — 10,2 %, роздрібна торгівля — 6,8 %.